# Luis Carlos Santiago
Luis Carlos Santiago Zabaleta, né le 5 septembre 1946, à Errenteria, en Espagne, est un ancien joueur espagnol de basket-ball.